# Ladera Ranch (Kalifornija)
Ladera Ranch je naseljeno područje za statističke svrhe u američkoj saveznoj državi Kalifornija. Prema popisu stanovništva iz 2010. u njemu je živjelo 22.980 stanovnika.